# TECHO Venezuela
TECHO Venezuela es la sede en Venezuela de TECHO, una organización presente en 19 países de Latinoamérica y el Caribe con la misión de superar la situación de pobreza en que actualmente viven millones de personas en comunidades precarias
Presente en Venezuela desde finales del 2010, TECHO Venezuela aspira a lograr una sociedad justa, donde todas las personas tengan las oportunidades para desarrollar sus capacidades y puedan ejercer sus derechos, fundamentalmente a través de la acción conjunta de los pobladores y jóvenes voluntarios. Tiene su sede en la urbanización El Marqués, en Caracas.

## Historia

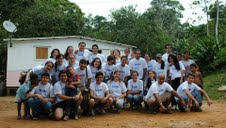
Los voluntarios de Techo unidos para superar la pobreza

La  creación de TECHO Venezuela surge como una respuesta a la meta de TECHO de estar presente en toda Latinoamérica y a la necesidad de contribuir a remediar la situación de pobreza en la que viven miles de venezolanos
La tarea estaba clara: formar un equipo de jóvenes venezolanos que pudiera llevar las riendas de la organización y trabajar para superar la pobreza en el país 
El primer paso para conformar la oficina en Venezuela se dio con la llegada en diciembre del 2010 de Julius Durán, un salvadoreño que asumió el rol de Subdirector Social hasta diciembre del 2011.
A Durán se sumó un equipo de diferentes orígenes, conformado por dos miembros de las oficinas de TECHO en Latinoamérica. Ellos fueron Sylvia Chamorro, voluntaria nicaragüense que asumió el rol de Gerente General de la organización; y Benjamin Langdon, quien desempeñó el cargo de Director Social. Este equipo se encargó de generar las bases para que TECHO creciera en Venezuela y se pusieran en marcha proyectos en cada una de las áreas que dan vida a la organización. Así, fueron conociendo la realidad de diversos sectores vulnerables aledaños a Caracas, como Turgua, en El Hatillo; Filas de Mariches, en Sucre; y Charallave en el municipio Cristóbal Rojas. Finalmente, se constituyó un grupo de venezolanos que continuaron con el trabajo comenzado, en su momento, por Durán, Chamorro y Langdon.
A la par,  se contactó a jóvenes de diversas universidades que quisieran formar parte de las primeras construcciones de TECHO en Venezuela. El primer hito de la organización fue la construcción de cinco viviendas transitorias en abril del 2011. 
Casi dos años después, TECHO Venezuela ha construido 102 viviendas transitorias en 9 comunidades, movilizando más de 1.500 voluntarios. A finales del 2012, se realizó una actividad comunitaria que consistió en la construcción de un parque infantil y un espacio de reuniones para la comunidad 
En pro de captar los fondos necesarios para los proyectos, se han efectuado diversas actividades, como los potazos en Caracas y Valencia, la donación de la empresa privada, el Menú TECHO, el Plan de Socios y el Construye con tu Empresa.

## Misión y visión
Consciente de que la pobreza es una condición que puede superarse, TECHO Venezuela concentra sus esfuerzos en comunidades en situación de pobreza, debido a que es allí donde son palpables los efectos de la exclusión social, que es una problemática que va más allá de la dimensión económica y se manifiesta también en la vulneración de derechos fundamentales y de la dignidad humana, en la incapacidad de satisfacer las necesidades básicas, en la limitación de la libertad y en la falta de oportunidades
De la mano del trabajo constante de sus voluntarios y la acción de sus pobladores, la organización se propone fomentar el desarrollo comunitario implementando soluciones a los principales problemas de las comunidades. Dentro de estos objetivos, destaca la construcción de viviendas transitorias, un módulo prefabricado de 18 metros cuadrados que se levanta en dos días, siempre promoviendo la participación activa de la comunidad. TECHO ha sido elogiado por combinar el capital social y el voluntariado como estrategias fundamentales que colaboran con un financiamiento solidario de la vivienda social. 
Su labor ha sido objeto de numerosos estudios académicos, entre los que destacan aquellos que toman a la organización como ejemplo para indagar en las motivaciones de los jóvenes para realizar acciones de voluntariado.
El modelo de TECHO es analizado además por expertos para investigar cómo los jóvenes voluntarios logran una mejor comprensión de la pobreza y de temas vinculados al desarrollo gracias a su trabajo en las comunidades.

## Proyectos
Para el 2013, TECHO Venezuela planea seguir trabajando de la mano de las familias en situación de pobreza y seguirá fomentando el desarrollo comunitario. La organización espera construir 124 viviendas transitorias, movilizar 1800 voluntarios, trabajar junto a seis nuevas comunidades, realizar una campaña universitaria, una campaña institucional, celebrar el Día Internacional para la Erradicación de la Pobreza y realizar el evento La Noche sin Techo, entre otras actividades.